# كونراد كراوس
كونراد كراوس (بالألمانية: Konrad Krauss)‏ هو ممثل ألماني، ولد في 30 مايو 1938 في ألمانيا.

## وصلات خارجية
- كونراد كراوس على موقع IMDb (الإنجليزية)
- كونراد كراوس على موقع ألو سيني (الفرنسية)
- كونراد كراوس على موقع ميوزك برينز (الإنجليزية)
- كونراد كراوس على موقع كينوبويسك (الروسية)